# Rybkowo
Rybkowo (Mąkowarsko Pierwsze) – część wsi Mąkowarsko w Polsce położona w województwie kujawsko-pomorskim, w powiecie bydgoskim, w gminie Koronowo.
W latach 1975–1998 Rybkowo administracyjnie należało do województwa bydgoskiego.